# Indianapolis Kautskys 1938-1939
La stagione 1938-39 degli Indianapolis Kautskys fu la 2ª nella NBL per la franchigia.
Gli Indianapolis Kautskys arrivarono quarti nella Western Division con un record di 13-13, non qualificandosi per i play-off.

## Roster
| N° | Naz.                   | Ruolo | Sportivo        | Anno | Alt. | Peso |
| -- | ---------------------- | ----- | --------------- | ---- | ---- | ---- |
|    | Stati Uniti (bandiera) | GA    | Jewell Young    | 1913 | 183  | 73   |
|    | Stati Uniti (bandiera) | A     | Johnny Sines    | 1914 | 185  | 86   |
|    | Stati Uniti (bandiera) | AC    | Jim Birr        | 1916 | 191  | 98   |
|    | Stati Uniti (bandiera) | GA    | Frank Baird     | 1912 | 180  | 73   |
|    | Stati Uniti (bandiera) | G     | Glynn Downey    | 1915 | 183  | 82   |
|    | Stati Uniti (bandiera) | C     | Herm Schuessler | 1914 | 203  | 95   |
|    | Stati Uniti (bandiera) | AC    | Dave Williams   | 1913 | 191  | 95   |
|    | Stati Uniti (bandiera) | G     | John Wooden     | 1910 | 178  | 83   |
|    | Stati Uniti (bandiera) | A     | Vern Huffman    | 1914 | 188  | 98   |
|    | Stati Uniti (bandiera) | GA    | Everett Swank   | 1913 | 180  | 75   |
|    | Stati Uniti (bandiera) | A     | Lowis Proctor   | 1914 | 188  | 102  |
|    | Stati Uniti (bandiera) | G     | Rex Rudicel     | 1912 | 165  | 68   |
|    | Stati Uniti (bandiera) | C     | Earl Thomas     | 1915 | 193  | 93   |
|    | Stati Uniti (bandiera) | G     | Bob Phillips    | 1917 |      |      |
|    | Stati Uniti (bandiera) | AC    | Merle Alexander | 1907 | 198  | 84   |
|    | Stati Uniti (bandiera) | G     | Carl Anderson   | 1913 | 191  | 98   |

## Staff tecnico
- Allenatore: Bob Nipper